# Billy Strange
William Everett „Billy“ Strange (29. září 1930 Long Beach, Kalifornie, USA – 22. února 2012 Nashville, Tennessee, USA) byl americký zpěvák, kytarista, skladatel a herec. Byl členem skupiny The Wrecking Crew. Je autorem nebo spoluautorem několika písní Elvise Presleyho, je mezi nimi například skladba „A Little Less Conversation“ z roku 1968. Podílel se na velkém množství alb, mezi které patří i Today! (The Beach Boys, 1965), Pet Sounds (The Beach Boys, 1965), The World We Knew (Frank Sinatra, 1967), Forever Changes (Love, 1967) a další. Byl uveden do Rockabilly Hall of Fame.